# Otro poder

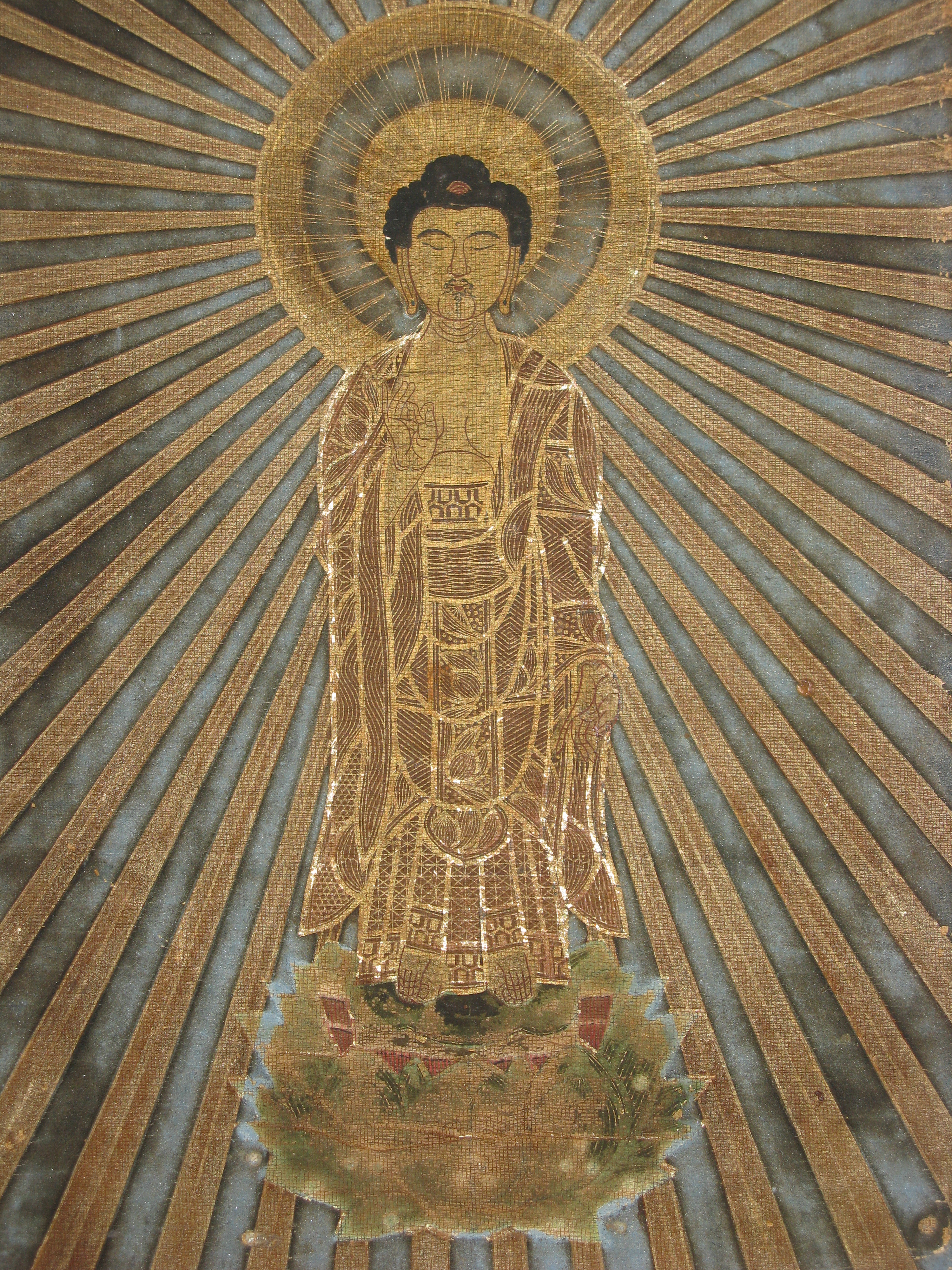
«Amida se manifiesta en el cuerpo-dharma de los medios expeditivos», pintura japonesa, en el Met.

Otro poder (chino: tālì 他力, japonés: tariki, sánscrito: *para-bala) es un concepto budista mahayana de Asia Oriental que se trata en el budismo de la Tierra Pura y en otras formas de budismo de Asia Oriental. Generalmente se refiere al poder de un Buda que puede inspirar a alguien y llevarlo a la tierra pura, donde puede convertirse fácilmente en un Buda. El otro poder se contrapone a menudo con el «poder propio» o jiriki (自力 la propia fuerza, chino: zìlì), es decir, el intento de alcanzar la iluminación a través de los propios esfuerzos.Según Mark L. Blum, el otro poder puede describirse como «algo “recibido” o “influido” desde el mundo sagrado más allá del yo».El otro poder también suele denominarse «poder de Buda» o «poder de los votos» (願力, chino: yuànlì, japonés: ganriki, sct. praṇidhāna-vaśa), refiriéndose este último a los votos de bodhisattva pasados de un Buda (purvapraṇidhāna) que tienen cierto poder para influir en los seres sensibles.
Aunque el término «otro poder» se acuñó en fuentes chinas, la literatura Mahayana india contiene numerosas ideas similares que se relacionan con el poder de Buda para influir en los seres vivos, como anubhāva (influencia o inspiración proporcionada por Buda) y adhiṣṭhāna (el poder sustentador de Buda). Estas ideas pueden entenderse como el «poder sobrenatural», la «gracia», el «empoderamiento», las «bendiciones divinas» y la «protección divina» del Buda.
El budismo de la Tierra Pura se considera a sí mismo el «camino fácil» porque se basa en otro poder, mientras que otros caminos budistas se consideran caminos de autopoder, también llamados «el camino de los sabios». Aunque todos los budistas Mahayana están de acuerdo en que el poder de Buda tiene algún efecto sobre los practicantes budistas, las distintas tradiciones Mahayana tienen diferentes versiones de cómo funciona el otro poder de Buda y cómo la propia práctica interactúa con él. Algunos budistas de la Tierra Pura sostienen que debemos abandonar todas las prácticas de «poder propio» (como las prácticas ascéticas, el arrepentimiento, diversos tipos de meditación) y todo esfuerzo propio, y confiar sólo en el otro poder del Buda Amitabha. Otros sostienen que el propio «poder propio» se vincula con el poder del Buda a través de la «resonancia simpática» (chː gǎnyìng 感應). Esta visión de la cooperación del poder propio y el poder ajeno es más común en el pensamiento chino de la Tierra Pura.
El budismo tibetano también afirma que existen múltiples causas para renacer en una Tierra Pura, y que tanto el poder de Buda como el poder de la propia fuerza kármica son causas contribuyentes.